# کفال طلایی
کفال طلایی(نام علمی: Chelon aurata) نام یک گونه از سرده کشف‌ماهی‌ها است.